# Beji Caid Essebsi
Mohamed Beji Caid Essebsi, född 29 november 1926 i Sidi Bou Said, död 25 juli 2019 i Tunis, var en tunisisk politiker och Tunisiens president sedan december 2014. Han var tidigare utrikesminister 1981–1986, och premiärminister februari-december 2011.
Essebsi var grundare av partiet Nidaa Tounes (”Uppmaning till Tunisien”), som fick flest röster i parlamentsvalet 2014. I presidentvalet i december fick han 55,7 procent av rösterna, och besegrade därmed den sittande presidenten Moncef Marzouki i landets första reguljära presidentval efter Jasminrevolutionen 2011.
Essebsi avled medan han fortfarande satt på presidentposten. Han efterträddes av Mohamed Ennaceur som tillförordnad preisent.